# 怪医杜立德
《怪医杜立德》（英語：Dr. Dolittle）是1998年上映的一部美国喜劇片，由贝蒂·托马斯导演，艾迪·墨菲主演。電影改編自休·洛夫廷的兒童小說《杜立德医生》系列，描述一名醫生發現自己能和動物說話後的經歷。
2018年，本片宣布重啟拍攝，並由小勞勃·道尼飾演杜立德，其他演員包括湯姆·荷蘭德及約翰·希南。《杜立德醫生》定於2020年上映。

## 剧情
杜立德（艾迪·墨菲扮演）是一名小有名气的医生，一次偶然中他发现自己可以和动物说话，于是他尝试着和动物交流，但周围的人不理解杜立德，甚至认为他有精神病。由于能够和动物进行沟通，许多动物主动请杜立德帮忙看病，杜立德忙于医治动物，却遭到了家人和朋友的另眼看待。最终众人理解了杜立德，杜立德重新和家人以及动物们和睦相处。

## 登場角色
| 角色                                    | 演員             | 簡介                             |
| 約翰・杜立德 John Dolittle              | 艾迪·墨菲        | 一個醫生。想幫助動物             |
| 亞契爾・杜立德 Archer Dolittle          | 奧西·戴維斯      | 約翰的爸爸，瑪雅與夏麗絲的爺爺。 |
| 麗莎・杜立德 Lisa Dolittle              | 克莉絲汀·威爾遜  | 約翰的妻子。                     |
| 馬克・威勒 Mark Weller                  | 奧利佛·普拉特    | 一個醫生。                       |
| 金恩（傑諾）・雷斯 Gene "Geno" Reiss    | 李察·席夫        | 一個醫生。                       |
| 卡洛威 Calloway                         | 彼得·鮑伊爾      | 約翰的朋友。                     |
| 費許醫生 Dr. Fish                       | 傑佛瑞·譚波      | 約翰的朋友。                     |
| 瑪雅・杜立德 Maya Dolittle              | 凱拉·普拉特      | 約翰和麗莎的女兒。               |
| 夏麗絲・杜立德 Charisse Dolittle        | 瑞雯-西蒙妮      | 約翰和麗莎的女兒。               |
| 布萊恩・漢默史密斯 Blaine Hammersmith   | 保羅·吉爾麥提    |                                  |
| 漢默史密斯的患者 Patient at Hammersmith | 普魯特·泰勒·范斯 |                                  |
| 醉酒猴子 Drunk Monkey                   | 捲尾猴水晶       |                                  |

## 製作
主體拍攝於1997年4月7日開始，於洛杉矶和旧金山進行製作。

## 續集
电影相當賣座，更拍摄了数部续集：
- 《怪医杜立德2》
- 《怪医杜立德3》
- 《怪医杜立德4：宠物司令官》
- 《怪医杜立德5：百万傻蛋》

## 外部連結
- 互联网电影数据库（IMDb）上《怪医杜立德》的资料（英文）
- 爛番茄上《Dr. Dolittle》的資料（英文）
- Metacritic上《Dr. Dolittle》的資料（英文）
- AllMovie上《Dr. Dolittle》的资料（英文）
- 时光网上《怪医杜立德》的資料（简体中文）